# Distigma proteus
Distigma proteus is een soort in de taxonomische indeling van de Euglenozoa. Deze micro-organismen zijn eencellig en meestal rond de 15-40 mm groot. Het organisme komt uit het geslacht Distigma en behoort tot de familie Astasiaceae. Distigma proteus werd in 1831 ontdekt door Ehrenberg.